# Црква Светог Саве у Крагујевцу
Црква Светог Саве у Крагујевцу је спомен црква посвећена је Крагујевчанима стрељаним октобра 1941. године, припада Епархији шумадијској Српске православне цркве.
Храм посвећен спаљивању моштију Светог Саве на Врачару налази се у насељу Аеродром, почео је саградњом 1990. године, освећењем темеља које је извршио епископ шумадијски Сава.

## Архитектура
Грађена по пројекту крагујевачког архитекте Радослава Прокића, у њеној основи је развијени уписани крст, над којим се уздиже централна осмоугаона купола, у којој је осликан Исус Христос Пантократор (Свесадржитељ света), и четири мање куполе на угловима. Византијски масивна, стреми у висину, чему доприноси и звоник саграђен на четири нивоа. Споља је краси једноставна пластика розета, а племенити камен је „слепим” аркадама одвојен од жички црвених једноделних прозора, необично решених кружним отворима. Фрескописање је започето 2000. године.

## Занимљивости
Забележено је да је 8. септембра 2001. године у овој цркви проплакала икона Господа Исуса Христа на распећу, и да је одлуком шумадијског владике Јована, до 27. септембра (Крстовдан), сваке вечери одржавана посебна свечана служба – акатист.